# Londen (metropool)
De Metropoolregio Londen (Engels: London Metropolitan Area of London Commuter Belt) is het grootstedelijk gebied van Londen, Engeland. Het bestaat uit de centrale bestuursregio Groot-Londen met daarbij de vele vastgegroeide voorsteden.
Grofweg bestrijkt de metropoolregio het gebied binnen 60 kilometer afstand vanaf het centrale Londense punt Charing Cross en wordt de afbakening gevormd door de steden Reading in het oosten, Watford in het noorden, Southend-on-Sea in het westen en Crawley in het zuiden.
Met 15,1 miljoen inwoners in 2025 is het qua inwoneraantal de derde metropool van Europa.